# Piramidevogelmelk
Piramidevogelmelk (Ornithogalum pyramidale) is een overblijvende plant uit de aspergefamilie (Asparagaceae), vroeger (Cronquistindeling) ingedeeld bij de leliefamilie (Liliaceae).

## Beschrijving
De bloeiperiode is van juli tot augustus.
De bloemen zijn tweeslachtig. Ze vormen samen slanke, rechtopstaande trossen van meer dan 20 bloemen, naar alle zijden gekeerd. De bloemsteeltjes zijn tot 3 cm lang, langer dan de schutbladen, allen nagenoeg even lang. De bloemdekbladen zijn aan de binnenkant wit en 6-13 mm lang. Aan de buitenkant met een smalle groene middenstreep. De meeldraden zijn lichtgeel en ongeveer half zo lang als het bloemdek. De helmdraden zijn niet getand.
De bloeistengels staan rechtop en worden tot 80 cm hoog.
De lijnvormige, grijsgroene bladeren zijn korter dan de stengel. Tijdens de bloei zijn ze meestal al geheel of gedeeltelijk verdord.
De vrucht is een opgerichte gesteelde doosvrucht.
De plant lijkt sterk op bosvogelmelk (Ornithogalum pyrenaicum) maar deze heeft getande helmdraden, en de binnenkant van de bloemdekdaken is geel- of groenachtig in plaats van wit.

## Standplaatsen
De plant groeit op zonnige plaatsen op vochthoudend, matig voedselrijk duinzand.

## Verspreiding
Oorspronkelijk uit Zuid-Europa, Klein-Azië, en Noord-Afrika wordt de plant in Nederland en België enkel verwilderd gevonden, voornamelijk in Noord-Holland.